# Avena byzantina
Espèce
Avena byzantina, l'avoine rouge, avoine d'Algérie ou avoine byzantine, est une espèce de plantes monocotylédones de la famille des Poaceae, sous-famille des Pooideae, originaire du bassin méditerranéen et d'Asie occidentale.
Cette espèce hexaploïde (2n = 6x = 42) est cultivée pour la production de grains et de fourrage, et largement hybridée avec Avena sativa. Certains auteurs considèrent Avena byzantina comme un synonyme d'Avena sativa.
C'est avec Avena sativa, Avena strigosa, Avena abyssinica et Avena nuda, l'une des cinq espèces cultivées du genre Avena.

## Taxinomie

### Synonymes
Selon Catalogue of Life (21 décembre 2017) :
- Avena byzantina var. biaristata (Hack. ex Trab.) Thell.
- Avena byzantina var. hypomelanthera (Thell.) Parodi
- Avena sativa var. biaristata Hack. ex Trab., nom. illeg.
- Avena sativa subsp. byzantina (K.Koch) Romero Zarco
- Avena sterilis var. biaristata (Hack. ex Trab.) Thell.
- Avena sterilis subsp. byzantina (K.Koch) Thell.
- Avena sterilis var. hypomelanthera (Thell.) Parodi
- Avena sterilis f. hypomelanthera Thell.

### Liste des variétés
Selon The Plant List (21 décembre 2017) :
- variété Avena byzantina var. pseudovilis (Hausskn.) Maire & Weiller